# Беренгофф
Беренгофф (нім. Behrenhoff) — громада в Німеччині, розташована в землі Мекленбург-Передня Померанія. Входить до складу району Передня Померанія-Грайфсвальд. Складова частина об'єднання громад Ландгаген.
Площа — 24,37 км2. Населення становить 833 ос. (станом на 31 грудня 2020).

## Галерея

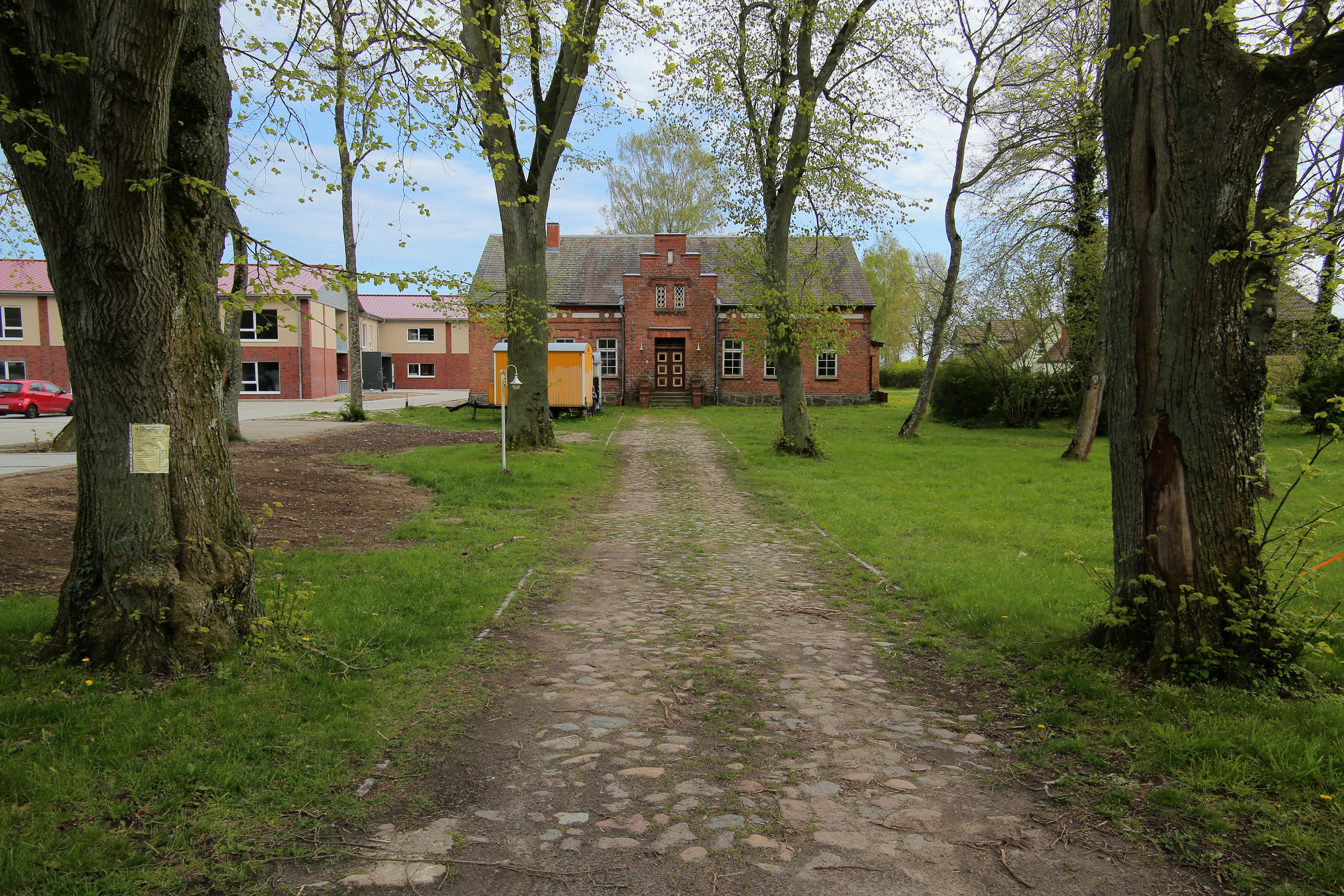
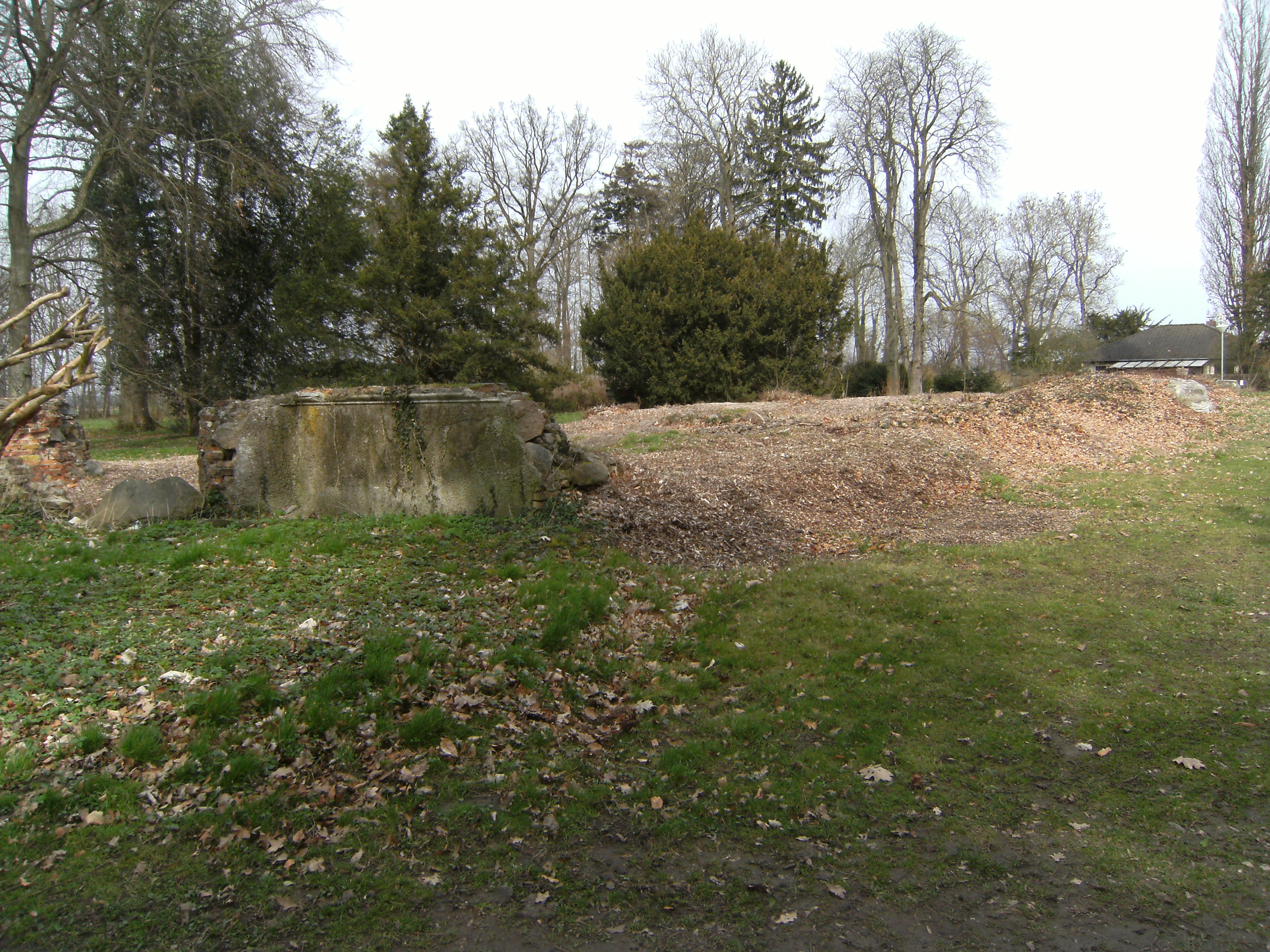
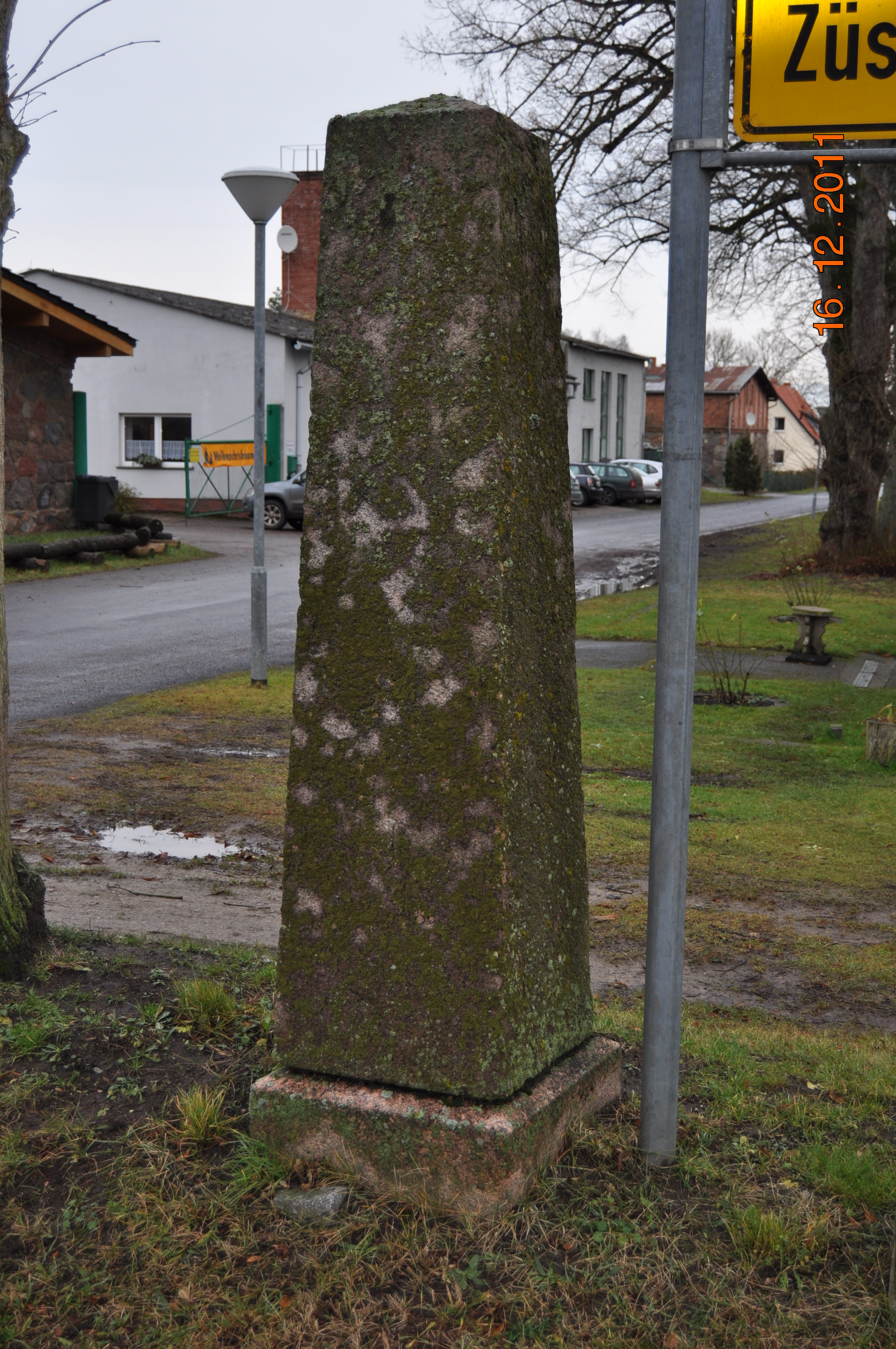
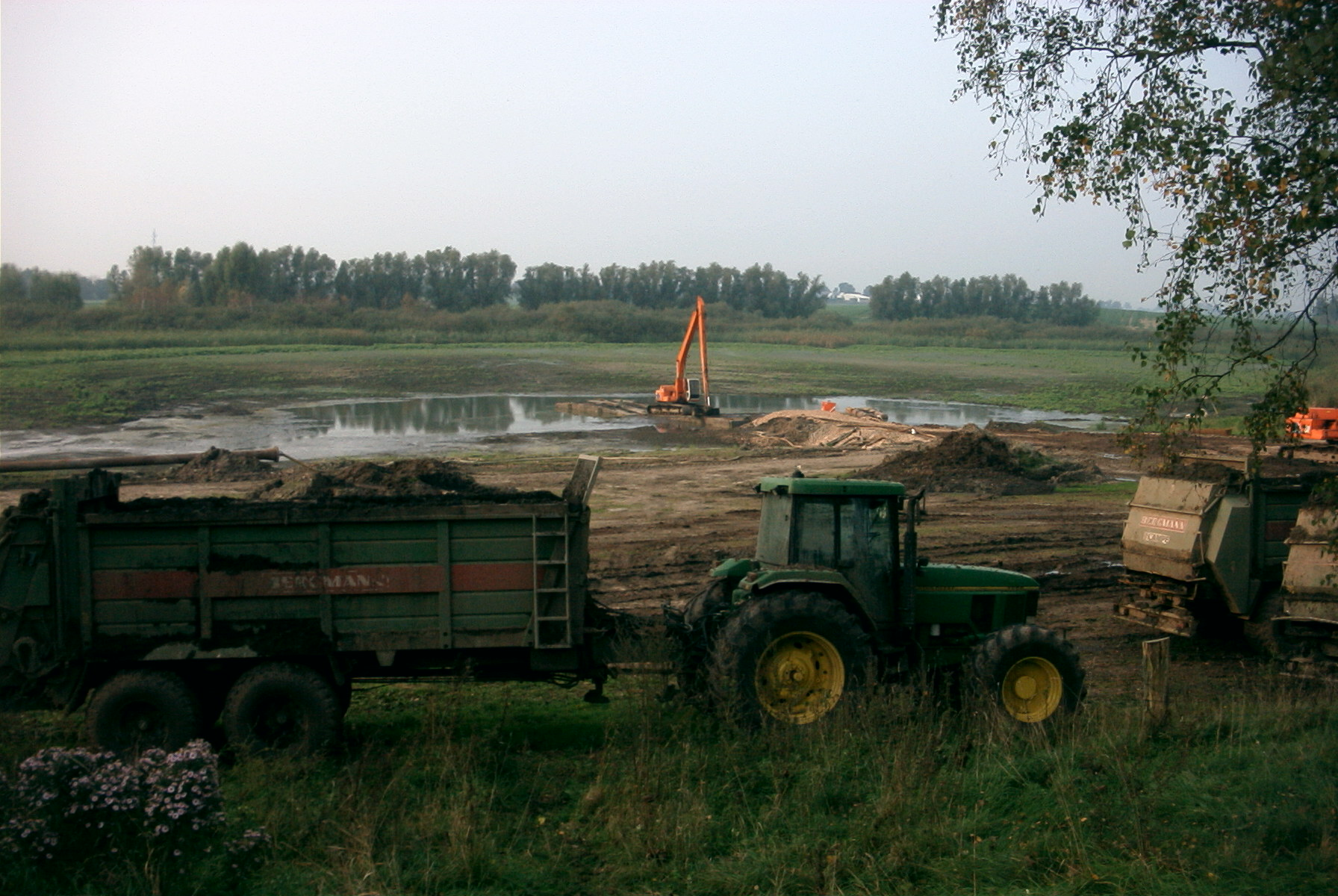